# Ib Varbæk
Ib Varbæk (* 16. Dezember 1940) ist ein ehemaliger dänischer Radrennfahrer und nationaler Meister im Radsport.

## Sportliche Laufbahn
Varbæk war im Straßenradsport aktiv. 1959 siegte er mit dem dänischen Straßenvierer im Mannschaftszeitfahren der Nordischen Meisterschaften.
1960 fuhr er mit der Nationalmannschaft die Polen-Rundfahrt und kam als bester dänischer Fahrer auf den 13. Rang. 1961 wurde er 57. in der Tour de l’Avenir und bestritt die Österreich-Rundfahrt. In der Internationalen Friedensfahrt 1961 wurde er 12. der Gesamtwertung. Beim Sieg von Ole Ritter in der nationalen Meisterschaft im Straßenrennen wurde Varbæk Dritter.